# Байрак Михайло
Миха́йло Васильович Байра́к (20 травня 1900, с. Гадинківці, нині Гусятинського району Тернопільської області - 1989, Едмонтон, Канада) — український громадський діяч, меценат, вояк УГА.

## Життєпис
Народився у с. Гадинківці (нині Гусятинського району Тернопільської області) в сім’ї селян. До червня 1914 навчався в українській приватній гімназії в Копичинцях.
У січні 1918 мобілізований до австро-угорської армії, в травні–жовтні 1918 воював на Італійському фронті. У листопаді 1918 в Чорткові вступив до УГА, закінчив курси підстаршин-книговодів і від лютого 1919 воював на фронті десятником у 4-й батареї 8-го гарматного полку; перебував за Збручем.
Повернувся додому навесні 1920, 1923–25 служив у польській армії.
1926 емігрував до Канади, а від 1928 проживав в Едмонтоні. Був зайнятий на виробництві, 1940 став співвласником приватного підприємства «Гом Міт Маркет», де працював до 1969.
Брав діяльну участь у громадському житті української діаспори: член-засновник УСГ в Канаді (1928) та її голова (від 1936), очолював гурток УСГ та філії УНО в Едмонтоні, секретар кредитної кооперативи “Поступ” (1950–60), член Українсько-канадського архіву-музею. Зібрав і впорядкував матеріали до альманаху “Українська Стрілецька Громада в Канаді 1928–1938” (Саскатун, 1938), видав книгу-хроніку “Українська Стрілецька Громада в Едмонтоні” (1978).
Меценат Фундації ім. Т. Шевченка, Студій до історії українців Канади, Українсько-канадського архіву-музею, Канадського інституту українських студій та ін.
Помер у м. Едмонтон.